# Psammathodoxa cochlidioides
Psammathodoxa cochlidioides là một loài bướm đêm trong họ Erebidae.